# Flogny-la-Chapelle
Flogny-la-Chapelle is een gemeente in het Franse departement Yonne (regio Bourgogne-Franche-Comté) en telt 1010 inwoners (2005). De plaats maakt deel uit van het arrondissement Avallon.

## Geografie
De oppervlakte van Flogny-la-Chapelle bedraagt 23,8 km², de bevolkingsdichtheid is 42,4 inwoners per km².
De onderstaande kaart toont de ligging van Flogny-la-Chapelle met de belangrijkste infrastructuur en aangrenzende gemeenten.

## Demografie
Onderstaande figuur toont het verloop van het inwonertal (bron: INSEE-tellingen).
1. ↑  Populations de référence 2022.